# Rioja

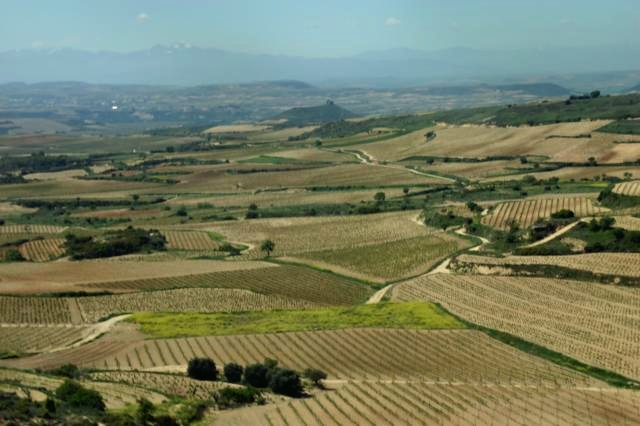
Vinodlingar i Rioja

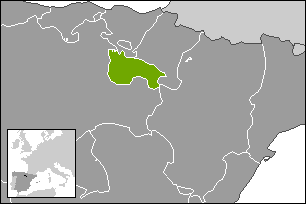
Regionen La Rioja

Vindistriktets utbredning (mörklila)

Rioja [ˈrjoxa] är Spaniens mest kända vinregion. Den ligger till största delen i den autonoma regionen La Rioja. Regionen har först sedan 1990-talet tvingats börja kämpa om sin plats som Spaniens främsta vinregion, men många anser att både Ribera del Duero och Priorato har passerat den gamla Rioja kvalitetsmässigt.[källa behövs] Rioja var också fram till 2009 den enda vinregion som hade äran att åtnjuta DOCa-status (Denominación de Orígen Calificada).[källa behövs] I Rioja är omkring 18 000 hektar odlade med vinrankor.

## Vindistriktet
Rioja DOCa sammanfaller i stort, men inte helt och hållet, med den autonoma regionen La Rioja. Vissa delar av Rioja Alavesa ligger i Baskien (País Vasco) utanför det geografiska La Rioja. Härför har somliga av vinhusen (på spanska heter vinhus bodega) baskiska namn som ser mycket ospanska ut (till exempel Bodegas Azabache) för den som vill bekanta sig med vinerna. La Riojas huvudstad är Logroño, men det sanna vincentret är den lilla staden Haro, som befinner sig under en timmes tågfärd västnordväst om Logroño.
Namnet Rioja har troligtvis sitt ursprung i ett biflöde till Ebrofloden vid namn Oja. Sålunda har namnet troligtvis någon gång varit Río Oja. Regionens vinhistoria börjar troligtvis i Burgund varifrån munkar kom med vinkunskap och möjligen också vinrankor. Kvalitetsvin började tillverkas i slutet av 1700-talet och då vinlusen härjade resten av Europa blev det ohärjade Riojas vin plötsligt en exportvara. Regionen har haft ansenlig kontakt med Bordeaux.

### Delområden

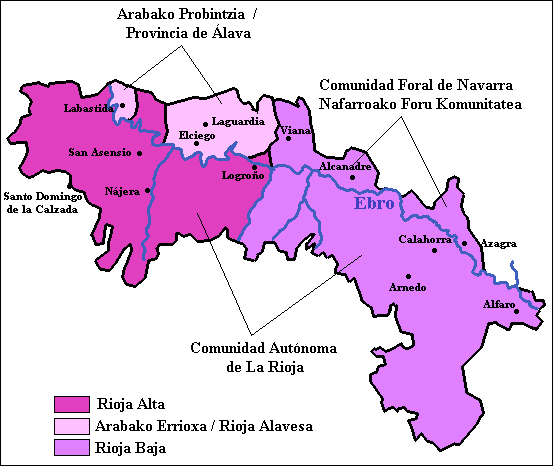
Vindistriktets indelning

Riojadistriktet delas in i tre delar: 
- Rioja Alta,
- Rioja Alavesa (Arabako Errioxa på baskiska) och
- Rioja Baja (kallas idag för Rioja Oriental)

Rioja Alavesa med sin gula lerjord anses ge de bästa mognadsförhållandena för druvan tempranillo och anses av många vara den region som i genomsnitt håller den högsta kvalitén. Rioja Alta, höga Rioja, ger tyngre viner. Rioja Oriental, östra Rioja, är den hetaste regionen, eftersom Atlantvindarna som svalkar de båda andra regionerna inte når hit. Hettan gör att druvan garnacha, som ger viner med hög alkoholhalt, mognar bäst just här.
Riojavinerna genomgår ofta lång fatlagring vilket betyder att ektunnornas kvalitet och typ får en mycket stor betydelse för vinets smak. Traditionellt används främst tunnor av amerikansk ek med låg rostningsgrad (se Eklagring); sålunda får vinerna en vaniljaktig ton som anses gå mycket bra med tempranillodruvans björnbärsaktiga mustighet (tempranillo står i regel för omkring 75 procent av vinet).

## Druvsorter
Röda riojaviner är nästan undantagslöst blandningar av flera druvsorter: tempranillo, garnacha och i mindre skala även graciano och mazuela. Vita druvor som odlas är främst viura men också malvasía.

## Klassificeringar i Rioja

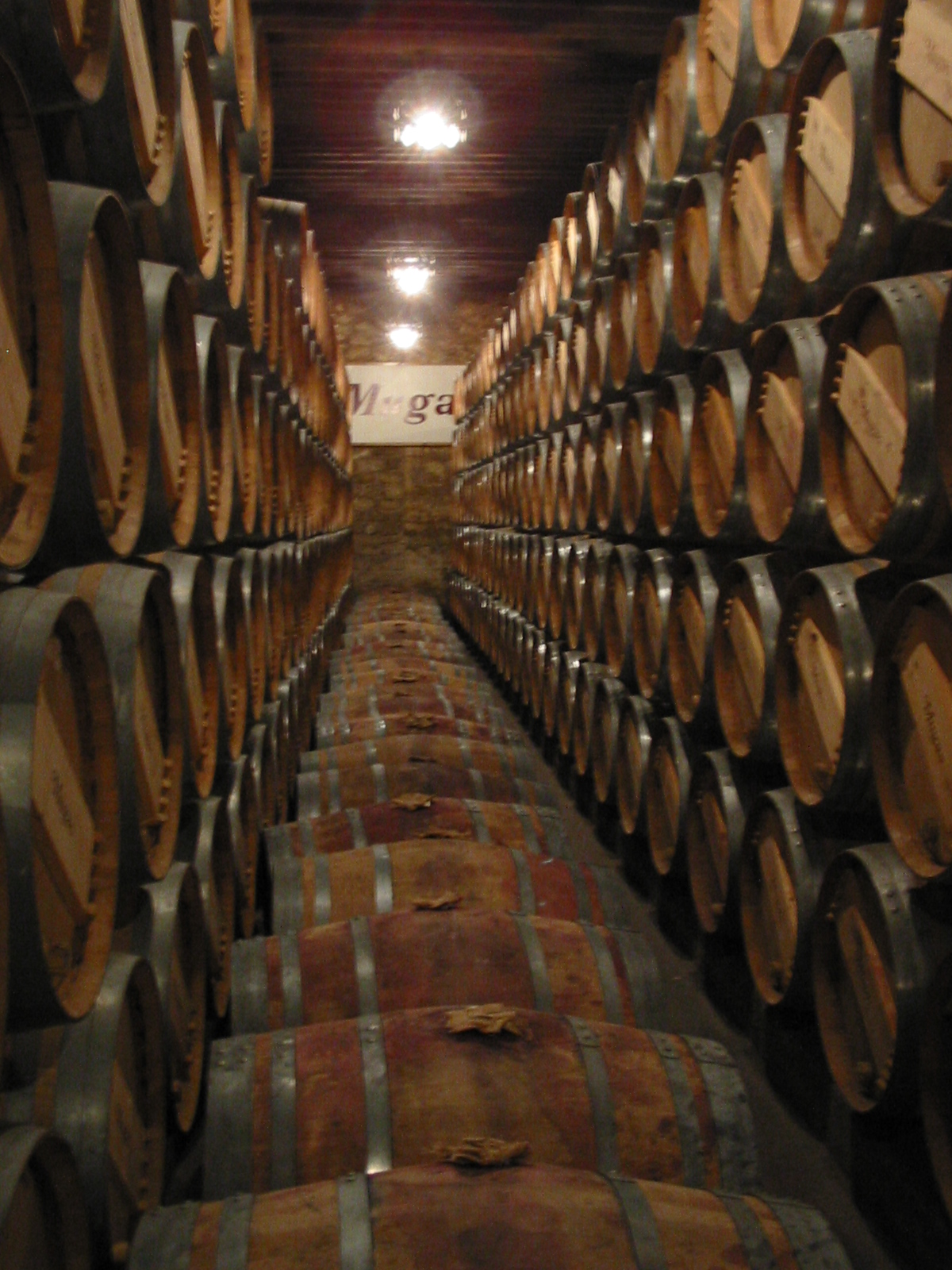
Vinfat med riojaviner.

Riojaviner görs i fyra olika stilar. Ursprungligen tänktes dessa stilar vara kvalitetsnivåer och de uppfattas allmänt som sådana, men många experter har sedan länge anmärkt att stilarna i sig inte garanterar något förhållande av kvalitet sinsemellan, utan är enbart stilar:
- Vino jóven –  ungt vin vilket normalt sett inte fatlagrats. Detta är en mycket fruktig stil av rioja som inte tål lagring på flaska mer än ett par år. Här hittar man de mest druvtypiska smakerna, mörkröda, blåaktiga till färgen. De modernare och innovativa producenterna i Rioja använder denna beteckning för alla sina viner när de strider mot reglementet; exempel: Dessa producenter kanske tycker att deras crianza är klar efter elva månader och vill inte förstöra vinet genom att lagra det en månad till på ekfat. Då har de endast den lagliga rätten att sätta baksidesetiketten för en Vina Joven på flaskan.

- Crianza – vin som fatlagrats i minst tolv månader och som inte får komma ut på marknaden före början av det tredje året efter skörden; alltså ifall en crianza skördas oktober 2003, får den inte komma ut på marknaden före våren år 2006. Detta är den mest fruktiga av de vin som smakar som typiska Rioja, det vill säga med smak från fatlagringen.

- Reserva – vin som måste lagras i minst tre år innan det ges ut, åtminstone ett av dessa år i ekfat. Får inte komma ut på marknaden före det fjärde året efter skörden. Dessa viner är mindre kraftiga och fruktiga än crianza, men mer utvecklade med mera nyanser.

- Gran reserva – vin som legat två år på fat och tre år på flaska eller vice versa och som inte kommer ut på marknaden före det sjätte året efter skörden. Dessa viner är mycket utvecklade, i de bättre fallen mycket nyanserade och har inte så mycket frukt som de andra vinerna. (Se Eklagring.)

Eftersom Rioja länge var marknads- och kvalitetsledande i Spanien, har många vinregioner anammat dessa beteckningar, som inte nödvändigtvis betecknar samma sak.
I Rioja fatlagrades tidigare även vita viner för längre perioder, men idag är det bara ett fåtal producenter som lägger ned den tid och den kostnad som lagringen tar i anspråk eftersom dagens vindrickare inte är så förtjusta i den valnötsaktiga smak som kommer av denna lagring. De flesta vitviner från regionen lagras mycket kort tid på tunna (om över huvud taget) eller jäses i stället på tunna för att bevara den fräscha och fruktiga smaken. En del klassiska vita finns dock fortfarande kvar och stilarna är enligt följande:
- Crianza – vita viner som fatlagrats i åtminstone sex månader.
- Reserva – vita viner som fatlagrats i åtminstone sex månader och säljs tidigast två år efter skörden.

## Vinernas karaktär

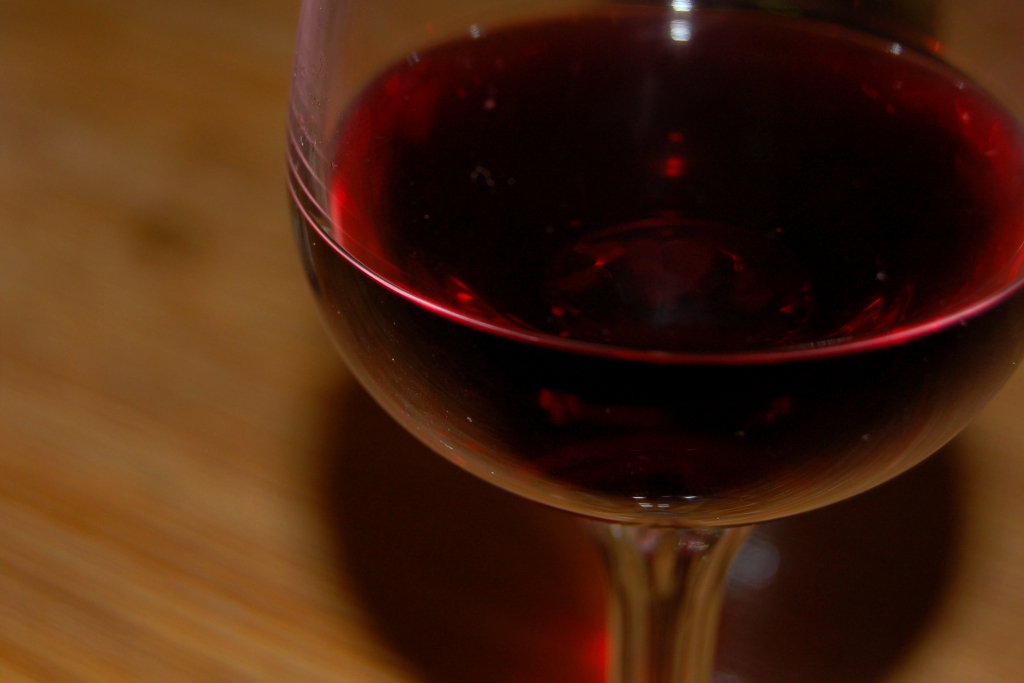
Riojavin i glas

Regionens röda viner har en utpräglad vanilj- och citrusaktig smak som får inslag av björnbär (många känner snarare smultron och jordgubbe) med synnerligen mjuka tanniner och hög syrlighet, vilket gör att dessa viner är lätta att para med många maträtter.

## Övriga stilar
Vid slutet av 1990-talet började en ny generation av vinmakare ge sig till känna i Rioja med viner i ny stil, så kallade vinos de alta expresión, viner med högt uttryck (till exempel Finca Allende och Remirez de Ganuza). Dessa viner är moderna, fruktiga och mer i stil med den smak som kritikern Robert Parker uppskattar. Vinmakarna har tagit sin modell av de så kallade supertoskanarna, vilket betyder att vinmakarna ofta slopar de gamla stilbeteckningarna för att istället kunna göra vinerna så som de själva vill. Idag har de flesta större vinhus ett vin som görs utanför de gamla normerna. De kan vara märkta med enbart vino joven eller cosecha.